# شوبي
 شوبي  شركة فرنسية متخصصة في سوبرماركت القرب، مُبْتَكَرَة من طرف بروموديس في 1973، وهي تابعة لمجموعة كارفور، ومنذ 2009 عوضت محلات بروكسي بكارفور سيتي أو كارفور كونطاكت.

## المحلات

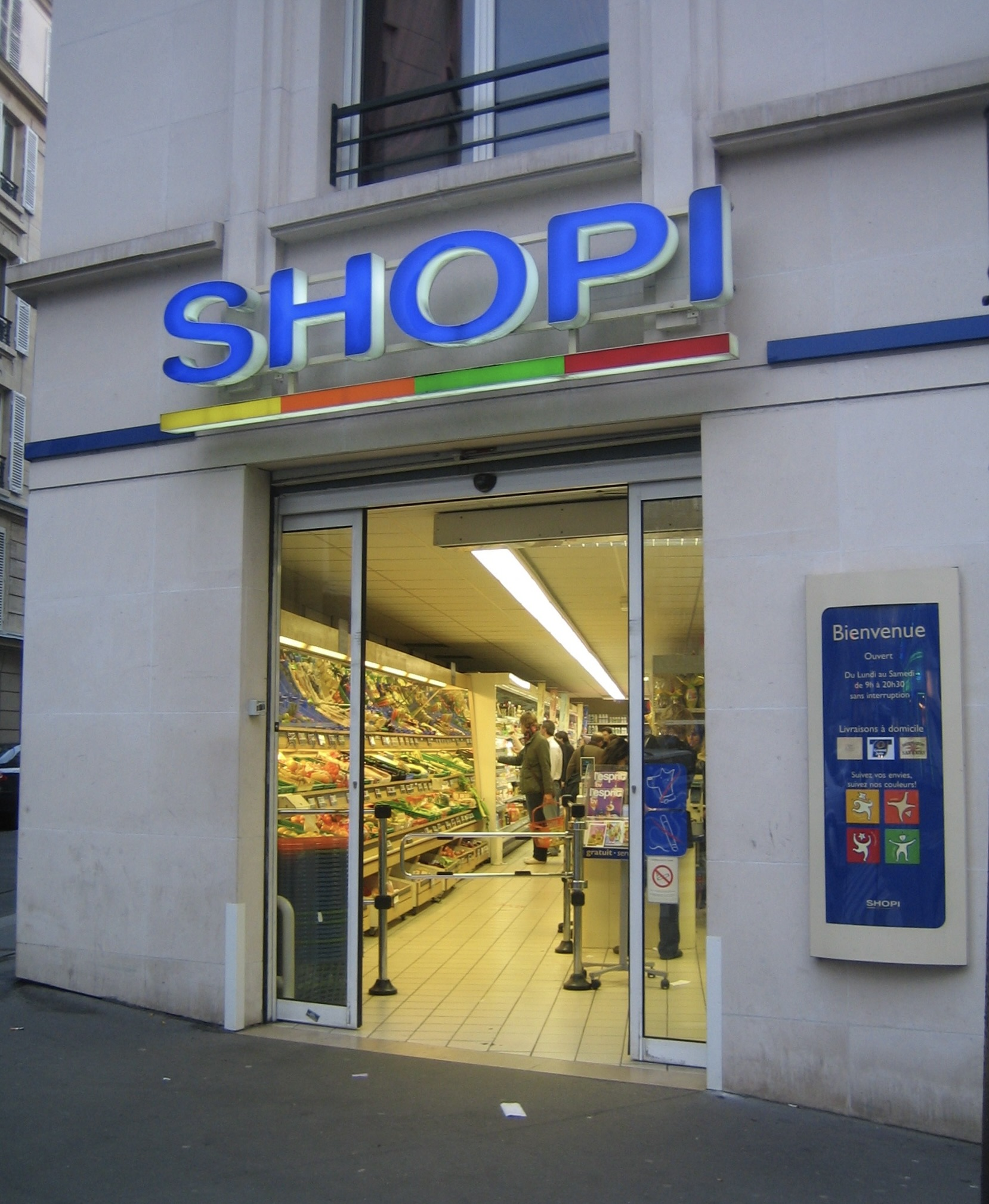
محل شوبي بالدائرة السابعة عشرة في باريس (أصبح الآن كارفور سيتي)

في أبريل 2017كان للشركة محل واحد بفرنسا في منطقة الإيفلين · ، و كانت تتراوح مساحتها ما بين 400 متر مربع و 1055 متر مربع.